# Jean-Luc Parodi
Pour les autres membres de la famille, voir famille Parodi.
Pour les articles homonymes, voir Parodi.
Jean-Luc Parodi, né le 8 juin 1937 à Paris et mort le 21 janvier 2022 dans la même ville, est un politologue français.

## Biographie

### Jeunesse et études
Jean-Luc Parodi est le fils d'Alexandre Parodi, conseiller d'État et résistant. Son oncle, René Parodi, mort en 1942, est fait compagnon de la Libération à titre posthume.
Il étudie à l'Institut d'études politiques de Paris. Il rédige un mémoire sous la direction de Jean Touchard et est diplômé en 1960. Il fait une thèse en science politique sur le système majoritaire sous la Ve République, sous la direction de René Rémond. Il devient docteur en science politique en 1973,.

### Parcours professionnel
Dès 1964, il devient chercheur au Cevipof, où il reste toute sa carrière. Il est secrétaire général de l’Association française de science politique (AFSP) de 1980 à 1999 puis directeur de la Revue française de science politique de 1991 à 2008. Il est en parallèle très impliqué auprès de l’Ifop pendant 40 ans, pionnier dans l'analyse des sondages politiques. Il a été à l'origine de la première estimation des résultats d'une élection présidentielle, en 1965, et du premier sondage "sortie des urnes" pour les élections municipales de 1983.
Responsable avec Olivier Duhamel de la collection « Recherches politiques » aux Presses universitaires de France, il la délocalise en 1993 aux éditions du Seuil après la nomination de Pascal Gauchon à la tête de la collection « Major ». Il est promu officier de la Légion d'honneur en 1999.
Il meurt à Paris le 21 janvier 2022, à l'âge de 84 ans. Il est inhumé au cimetière du Père-Lachaise (division 40).

## Carrière universitaire
- 1964 : attaché de recherche.
- 1965-1983 : maître de conférences.
- 1973 : chargé de recherche.
- 1982 : maître de recherche.
- 1982-1984 : directeur de séminaire à l’École polytechnique.
- 1983-1985 : directeur de séminaire à l'Université Paris 1 Panthéon-Sorbonne.
- 1985-2001 : enseigne à l’IEP de Paris.
- 1987 : directeur de recherche.
- 2002 : directeur émérite de recherche au CEVIPOF.
- 2000-2006 : président du conseil d’administration de l’IEP de Rennes.

## Ouvrages
- La Vie économique et sociale de la nation, avec Jacques Lautman  et Guy Triolaire (1969)
- La Constitution de la Cinquième République, avec Olivier Duhamel (1985)
- L'Hérédité en politique, avec Claude Patriat (1992)
- L'Écriture de la Constitution de 1958, avec Didier Maus et Louis Favoreu (1992)